# کعاوش (روستا)
 کعاوش  به عربی ( کَعاوَش )، روستایی است در دهستان المقاطر از توابع استان شبوه در کشور یمن در شبه جزیره عربستان.

## جمعیت
جمعیت آن ( ۱۰۰) نفر (۹ خانوار) می‌باشد.